# Bernd Stellmacher
 (13 janvier 2017).
Le contenu est difficilement compréhensible vu les erreurs de traduction, qui sont peut-être dues à l'utilisation d'un logiciel de traduction automatique.
Bernd Stellmacher, né le 27 février 1944 à Bad Homburg vor der Höhe, est un mathématicien allemand qui travaille surtout sur la théorie des groupes. 

## Biographie
Bernd Stellmacher obtient son doctorat en 1972 à l'université de Bielefeld, sous la direction de Bernd Fischer (Eine Kennzeichnung der Gruppen Sp(2n,2), O+(2n,2) und O-(2n,2)). 
Avec ses anciens condisciples au doctorat Ulrich Meierfrankenfeld (de), Gernot Stroth (de) et d'autres il participe au projet de la simplification du programme des classifications des groupes simples finis. Depuis les années 1980, il s'intéresse au programme de simplification du Beweis der zweiten Generation de Daniel Gorenstein. Il en utilise les méthodes de simplification avec Alberto Delgado de la méthode Amalgam de David Goldschmidt (en).  
Dans les années 1980, il est professeur à l'université de Bielefeld et à partir de 1990 à l'université Christian Albrecht de Kiel (successeur de Wolfgang Gaschütz). 
Stellmacher est en retraite depuis mars 2009.    

## Publications
- avec Hans Kurzweil Theorie der endlichen Gruppen - eine Einführung, Springer 1998,  (ISBN 3-540-60331-X) (en: The Theory of finite groups - an introduction, Springer 2004)
- avec Franz Georg Timmesfeld (de) Rank 3 amalgams, American Mathematical Society 1998
- avec Alberto Delgado, David Goldschmidt (en): Groups and graphs : new results and methods, Birkhäuser 1985